# Talayan
Talayan é um município de  quarta classe de renda municipal (d) na província Maguindanao do Sul, nas Filipinas. De acordo com o censo de 1 de maio  de  2020 possui uma população de 34 156 pessoas e 5 400 domicílios.